# Sint-Martinuskerk (Meeuwen)

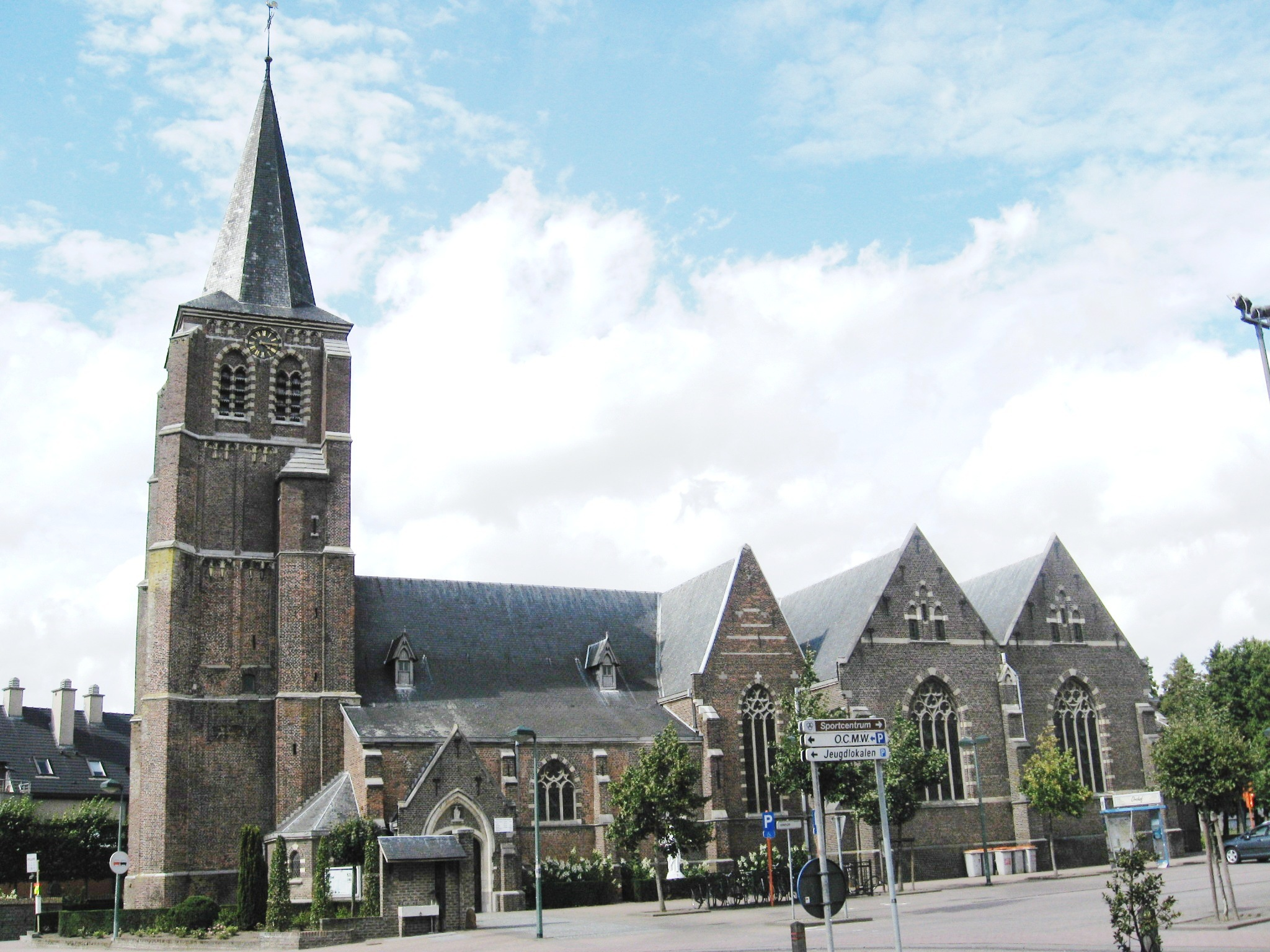
Sint-Martinuskerk, gezien vanuit het zuiden

De Sint-Martinuskerk is de parochiekerk van Meeuwen, gelegen aan het Kerkplein.

## Geschiedenis
De kerk, die mogelijk gesticht werd door de graven van Loon, werd voor het eerst vermeld in 1367. Toen was het patronaatsrecht en het tiendrecht reeds in bezit van het Antonietenklooster te Maastricht. Omstreeks 1700 ontving de commandeur-overste van het Antonietenklooster de grote tiende; de pastoor kreeg de kleine tiende plus een deel van de novaaltiende. Deze regeling hield in dat de antonieten verantwoordelijk waren voor het onderhoud van het schip en transept, de pastoor voor het koor, en de parochie voor de toren en zijbeuken.
In de negentiende en twintigste eeuw werd de kerk diverse malen verbouwd en uitgebreid. Slechts de kern is nog middeleeuws. Tijdens de Tweede Wereldoorlog werden twee luidklokken geroofd door de Duitse bezetters, waarbij de kerktoren beschadigd raakte. In de jaren 1980 werd de toren gerestaureerd.

## Architectuur

### Exterieur
De kern van het huidige gebouw is een gotische kruisbasiliek uit eind vijftiende eeuw. Deze omvat de middenbeuk, het transept en de toren, welke laatste in Kempense gotiek werd uitgevoerd. De zijbeuken werden in de negentiende eeuw verbreed en in 1910 werd de toren, na een brand, met twee geledingen verhoogd. Hyacinth Martens en Vincent Lenertz leverden het ontwerp hiervoor. In 1934 werd het transept, naar ontwerp van Karel Gessler met twee traveeën uitgebreid, die evenals het oorspronkelijke transept haaks op het koor staan. Ook werd er toen een nieuw koor, een zijkoor en een sacristie bijgebouwd, dit alles in neogotische stijl.

### Interieur
Een deel van het interieur is neogotisch, zoals de communiebank en de preekstoel (1935), die voorzien is van bustes van westerse kerkvaders. Uit hetzelfde jaar zijn de kruiswegstaties, vervaardigd door Suzanna Theunissen. Er is een laat-vijftiende-eeuws beeld van Sint-Anna-te-Drieën. Vroeg-zestiende-eeuws is een Jezus aan het kruis. Eveneens uit de eerste helft van de zestiende eeuw dateren beelden van Sint-Barbara en Sint-Maarten. Uit de zeventiende eeuw zijn een Sint-Sebastiaan en een Sint-Antonius-Abt. Het doksaal is uit de eerste helft van de achttiende eeuw. Het hardstenen doopvont is van omstreeks 1705.

## Afbeeldingen

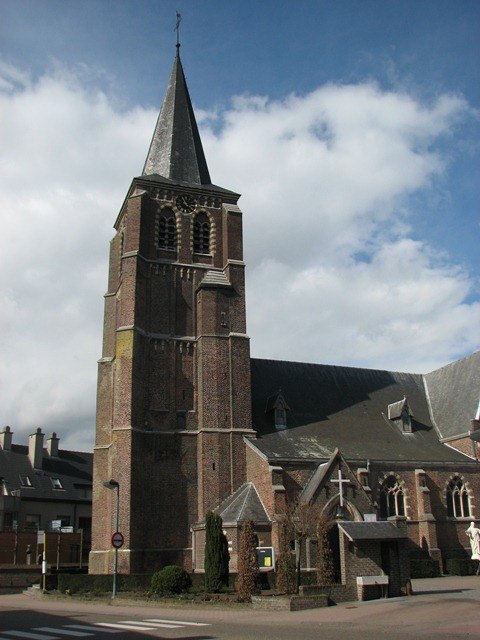
Kerktoren en zuiderzijbeuk
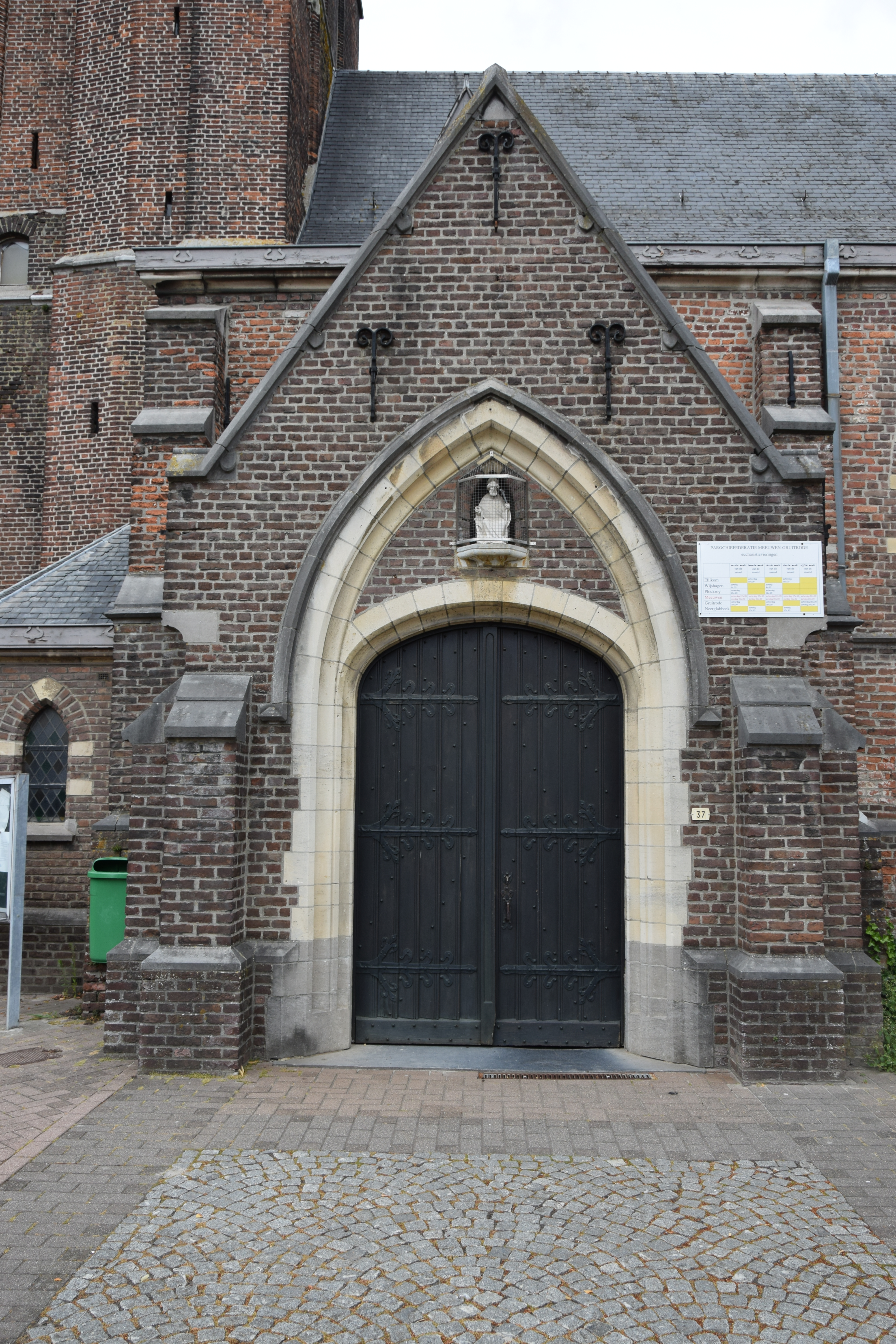
Toegang via zuiderzijbeuk
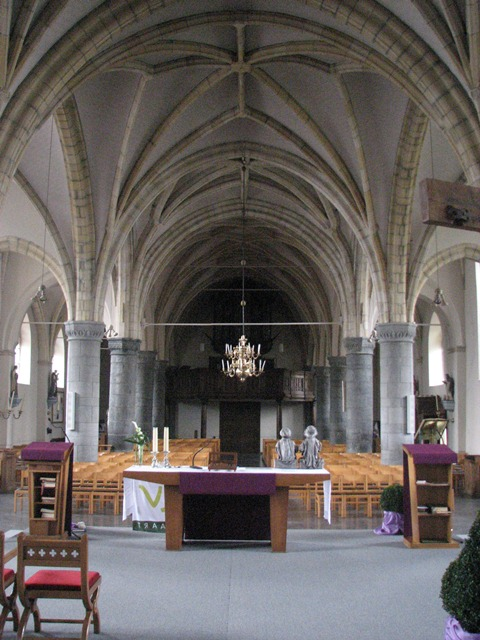
Interieur naar het westen
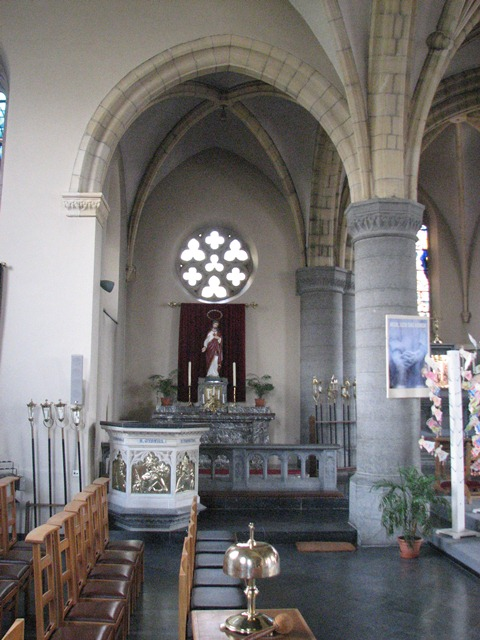
Interieur naar het noorden